# Un'ombra ben presto sarai
Un'ombra ben presto sarai (Una sombra ya pronto serás) è un film del 1994 diretto da Héctor Olivera.